# Thymus dacicus
Thymus dacicus là một loài thực vật có hoa trong họ Hoa môi. Loài này được Borbás miêu tả khoa học đầu tiên năm 1890.